# Galyah Mikel
Galyah Ngerchesiuch Mikel (* 9. Juni 2006) ist eine palauische Schwimmerin.

## Sport
Mikel trat bei den Schwimmweltmeisterschaften 2023 in Fukuoka an. Im Wettbewerb 50 m Schmetterling kam sie mit einer Zeit von 38,22 s auf Rang 62 und über 200 m Freistil  mit 2.43,01 min auf Rang 64. 
Sie trat auch bei den Pazifikspielen 2023 in Honiara und den Schwimmweltmeisterschaften 2024 in Doha an.